# Anisozyga aphrodite
Anisozyga aphrodite är en fjärilsart som beskrevs av Louis Beethoven Prout 1933. Anisozyga aphrodite ingår i släktet Anisozyga och familjen mätare. Inga underarter finns listade i Catalogue of Life.